# Volvo BL60
Le BL60 est un tractopelle d'entrée de gamme de marque Volvo pour le marché américain.